# Niedrzwica Kościelna (przystanek kolejowy)
Niedrzwica Kościelna – przystanek kolejowy w Niedrzwicy Kościelnej w powiecie lubelskim, w Polsce.
Podczas remontu i elektryfikacji linii kolejowej nr 68 na odcinku Lublin – Kraśnik pomiędzy marcem a wrześniem 2018 roku wyremontowano peron przystanku.

## Ruch pasażerski
| Rok  | Wymiana pasażerska na dobę |
| ---- | -------------------------- |
| 2017 | 20-49                      |
| 2022 | 20-49                      |